# 알폰소 데이비스
알폰소 보일 데이비스(Alphonso Boyle Davies, 2000년 11월 2일 ~ )는 분데스리가의 바이에른 뮌헨에서 뛰고 있는 가나 태생 캐나다의 축구 선수로, 포지션은 레프트백, 윙어이다.
가나에서 라이베리아인 부모에게서 태어나 2017년 6일 캐나다 시민권을 취득했고, 캐나다 축구 국가대표팀에 데뷔한 역대 최연소 선수 기록을 가지고 있다.

## 클럽 경력
2000년 11월 2일 가나의 부두부람 출생으로 2016년 밴쿠버 화이트캡스 산하 2군팀이자 USL 챔피언십 소속팀인 화이트캡스 FC 2에 입단하여 리그 11경기 2골을 기록한 뒤 1군팀에 전격 합류하여 2018 시즌까지 공식전 81경기 12골을 기록하며 2016년 캐나다 챔피언십 준우승, 2016년 캐스카디아컵 우승, 2016-17년 CONCACAF 챔피언스리그 4강, 2017년 MLS컵 서부컨퍼런스 4강, 2018년 캐나다 챔피언십 준우승 등에 일조했다.

### 바이에른 뮌헨
그리고 2018년 7월 25일 기본 이적료 160억원·보너스 이적료 260억원에 독일 분데스리가의 강호 바이에른 뮌헨으로 이적한 후 리그 3연패(2018-19, 2019-20, 2020-21), DFB-포칼 2연패(2018-19, 2019-20), DFL-슈퍼컵 2연패(2020, 2021), 2019-20년 UEFA 챔피언스리그 우승, 2020년 FIFA 클럽 월드컵 우승, 2020년 UEFA 슈퍼컵 우승 등에 공헌했다.

#### 2022-23 시즌
2023년 3월 11일, 데이비스는 바이에른 뮌헨이 알리안츠 아레나에서 FC 아우크스부르크를 5-3으로 이긴 분데스리가 24라운드에서 3백의 왼쪽 윙백 자리에 선발출전했다. 그는 74분 패널티 박스에서 주앙 칸셀루의 크로스를 받아 왼발로 아우크스부르크의 골망을 흔들며 팀의 다섯 번째 골을 만들었고 78분 누사이르 마즈라위와 교체되었다.
2023년 4월 23일, 바이에른 뮌헨은 데이비스가 2023년 4월 22일에 있었던 마인츠와의 경기에서 왼쪽 허벅지 뒤 근섬유 다발 부상을 당해 데이비스가 당분간 경기에 출전하지 못할 것이라고 발표했다.
2023년 5월 15일, 바이에른 뮌헨은 데이비스가 부상에서 회복했고 아침에 달리기 훈련을 성공적으로 수행했다고 발표했으며 5월 26일 아침 데이비스가 부상 이후 처음으로 패스, 드리블 훈련을 수행했다고 발표했다.

## 경력 통계

### 클럽
2025년 3월 16일  기준
| 클럽                 | 시즌    | 리그         | 리그 | 리그 | 컵   | 컵   | 대륙 | 대륙 | 기타 | 기타 | 합계 | 합계 |
| 클럽                 | 시즌    | 디비전       | 경기 | 득점 | 경기 | 득점 | 경기 | 득점 | 경기 | 득점 | 경기 | 득점 |
| -------------------- | ------- | ------------ | ---- | ---- | ---- | ---- | ---- | ---- | ---- | ---- | ---- | ---- |
| 화이트캡스 FC 2      | 2016    | USL          | 11   | 2    | —    | —    | —    | —    | 0    | 0    | 11   | 2    |
| 밴쿠버 화이트캡스 FC | 2016    | MLS          | 8    | 0    | 4    | 0    | 3    | 1    | —    | —    | 15   | 1    |
| 밴쿠버 화이트캡스 FC | 2017    | MLS          | 26   | 0    | 2    | 2    | 4    | 1    | 1    | 0    | 33   | 3    |
| 밴쿠버 화이트캡스 FC | 2018    | MLS          | 31   | 8    | 2    | 0    | —    | —    | —    | —    | 33   | 8    |
| 밴쿠버 화이트캡스 FC | 합계    | 합계         | 65   | 8    | 8    | 2    | 7    | 2    | 1    | 0    | 81   | 12   |
| 바이에른 뮌헨 II     | 2018-19 | 레기오날리가 | 3    | 0    | —    | —    | —    | —    | 2    | 0    | 5    | 0    |
| 바이에른 뮌헨 II     | 2019-20 | 3. 리가      | 3    | 0    | 0    | 0    | 0    | 0    | 0    | 0    | 3    | 0    |
| 바이에른 뮌헨 II     | 합계    | 합계         | 6    | 0    | 0    | 0    | 0    | 0    | 2    | 0    | 8    | 0    |
| 바이에른 뮌헨        | 2018-19 | 분데스리가   | 6    | 1    | 0    | 0    | 0    | 0    | —    | —    | 6    | 1    |
| 바이에른 뮌헨        | 2019-20 | 분데스리가   | 29   | 3    | 2    | 0    | 8    | 0    | 1    | 0    | 43   | 3    |
| 바이에른 뮌헨        | 2020-21 | 분데스리가   | 23   | 1    | 2    | 0    | 6    | 0    | 1    | 0    | 35   | 1    |
| 바이에른 뮌헨        | 2021-22 | 분데스리가   | 22   | 0    | 1    | 0    | 7    | 0    | 1    | 0    | 31   | 0    |
| 바이에른 뮌헨        | 2022-23 | 분데스리가   | 25   | 1    | 2    | 2    | 9    | 0    | 1    | 0    | 38   | 3    |
| 바이에른 뮌헨        | 2023-24 | 분데스리가   | 29   | 2    | 2    | 0    | 10   | 1    | 1    | 0    | 42   | 3    |
| 바이에른 뮌헨        | 2024-25 | 분데스리가   | 19   | 1    | 3    | 0    | 9    | 2    |      |      | 31   | 3    |
| 바이에른 뮌헨        | 합계    | 합계         | 154  | 9    | 15   | 2    | 49   | 3    | 8    | 0    | 226  | 14   |

참고
1. ↑  캐나다 챔피언십 포함
2. 1 2  CONCACAF 챔피언스리그 출전
3. ↑  MLS컵 출전
4. ↑  3. 리가 승강 플레이오프 출전
5. ↑  DFL-슈퍼컵 출전

### 국가대표
2025년 3월 23일  기준
| 캐나다 | 캐나다 | 캐나다 |
| 연도   | 경기   | 득점   |
| ------ | ------ | ------ |
| 2017   | 6      | 3      |
| 2018   | 3      | 0      |
| 2019   | 8      | 2      |
| 2020   | 0      | 0      |
| 2021   | 13     | 5      |
| 2022   | 7      | 3      |
| 2023   | 7      | 2      |
| 2024   | 12     | 0      |
| 2025   | 2      | 0      |
| 합계   | 58     | 15     |

## 수상 내역

### 클럽

#### 바이에른 뮌헨
- 분데스리가 : 우승 (2018-19, 2019-20, 2020-21, 2021-22, 2022-23)
- DFB 포칼 : 우승 (2018-19, 2019-20)
- DFL-슈퍼컵 : 우승 (2020, 2021, 2022)
- UEFA 챔피언스리그 : 우승 (2019-20)
- UEFA 슈퍼컵 : 우승 (2020)
- FIFA 클럽 월드컵 : 우승 (2020)

### 개인
- 캐나다 17세 이하 올해의 선수 : 2016,[9][10] 2017
- 북중미 올해의 선수 : 2021, 2022
- 북중미 올해의 팀 : 2021
- MLS 올스타: 2018[11]
- 밴쿠버 화이트캡스 올해의 선수 : 2018[12]
- 밴쿠버 화이트캡스 올해의 골 : 2018[12]
- 캐나다 올해의 선수상 : 2018[13], 2020, 2021, 2022
- 분데스리가 시즌의 팀 : 2020–21, 2021–22, 2022–23
- 분데스리가 올해의 루키 : 2019-20
- 키커 분데스리가 시즌의 팀 : 2019-20
- UEFA 챔피언스리그 Breakthrough XI : 2020
- UEFA 챔피언스리그 시즌의 스쿼드 : 2019-20[14]
- UEFA 올해의 팀 : 2020
- VDV 올해의 팀 : 2019–20, 2020–21, 2022–23
- VDV 올해의 신인 : 2019-20
- FIFPRO 월드 11 : 2020

#### 국가대표
- CONCACAF 골드컵 영플레이어상 : 2017[15]
- CONCACAF 골드컵 골든 부트 : 2017[16]
- CONCACAF 골드컵 베스트 11 : 2017[16]
- CONCACAF 네이션스리그 파이널 베스트 : 2023